# Off the Deep End
Off the Deep End är ett musikalbum från 1992 av den amerikanske artisten "Weird Al" Yankovic som innehåller parodier och pasticher av pop och rockmusik från sena 80-talet och tidiga 90-talet. Albumets framsida är parodi på Nirvanas album Nevermind.

## Låtförteckning
1. Smells Like Nirvana (parodi på Nirvanas Smells Like Teen Spirit)
2. Trigger Happy (stilparodi på The Beach Boys och Dan & Dean)
3. I Can't Watch This (parodi på MC Hammers U Can't Touch This)
4. Polka Your Eyes Out (ett polkamedley av följande låtar:
  - Billy Idols Cradle of Love,
  - Suzanne Vegas Tom's Diner,
  - The B-52's Love Schack,
  - (Offentliga rummet) Clarinet Polka,
  - Technotronics Pump Up the Jam,
  - R.E.M.s Losing My Religion,
  - EMFs Unbelievable,
  - Bell Biv DeVoes Do Me!,
  - Metallicas Enter Sandman
  - Digital Undergrounds The Humpty Dance
  - Warrants Cherry Pie,
  - Janet Jacksons Miss You Much,
  - Divinyls I Touch Myself,
  - Mötley Crues Dr. Feelgood,
  - Vanilla Ices Ice Ice Baby, och
  - "Weird Al" Yankovics" Ear Booker Polka.)
5. I Was Only Kidding (stilparodi på Tonio K)
6. The White Stuff (parodi på New Kids on the Blocks You Got It (The Right Stuff)
7. When I Was Your Age
8. Taco Grande (parodi på Gerardos Rico Suave)
9. Airline Amy (inspirerad av Nick Lowe och Jonathan Richman)
10. The Plumbing Song (parodi på Milli Vanillis Baby Don't Forget My Number och Blame It on the Rain)
11. You Don't Love Me Anymore
12. Bite Me (inspirerad av Nirvanas Endless, Nameless)